# Notiogyne
Notiogyne falcata, és una espècie d'aranya araneomorfa de la subfamília Erigoninae, dins de la família Linyphiidae. És l'únic membre del gènere monotípic Notiogyne.
És un endemisme de Rússia, on es poden trobar a l'Óblast de l'Amur i el Krai de Jabarovsk.
Fou descrit per primera vegada per  A. V. Tanasevitch l'any 2007,